# Арчес (национальный парк)
А́рчес, Арчез(англ. Arches National Park — Национальный парк «Арки») — национальный парк США, расположенный в штате Юта.

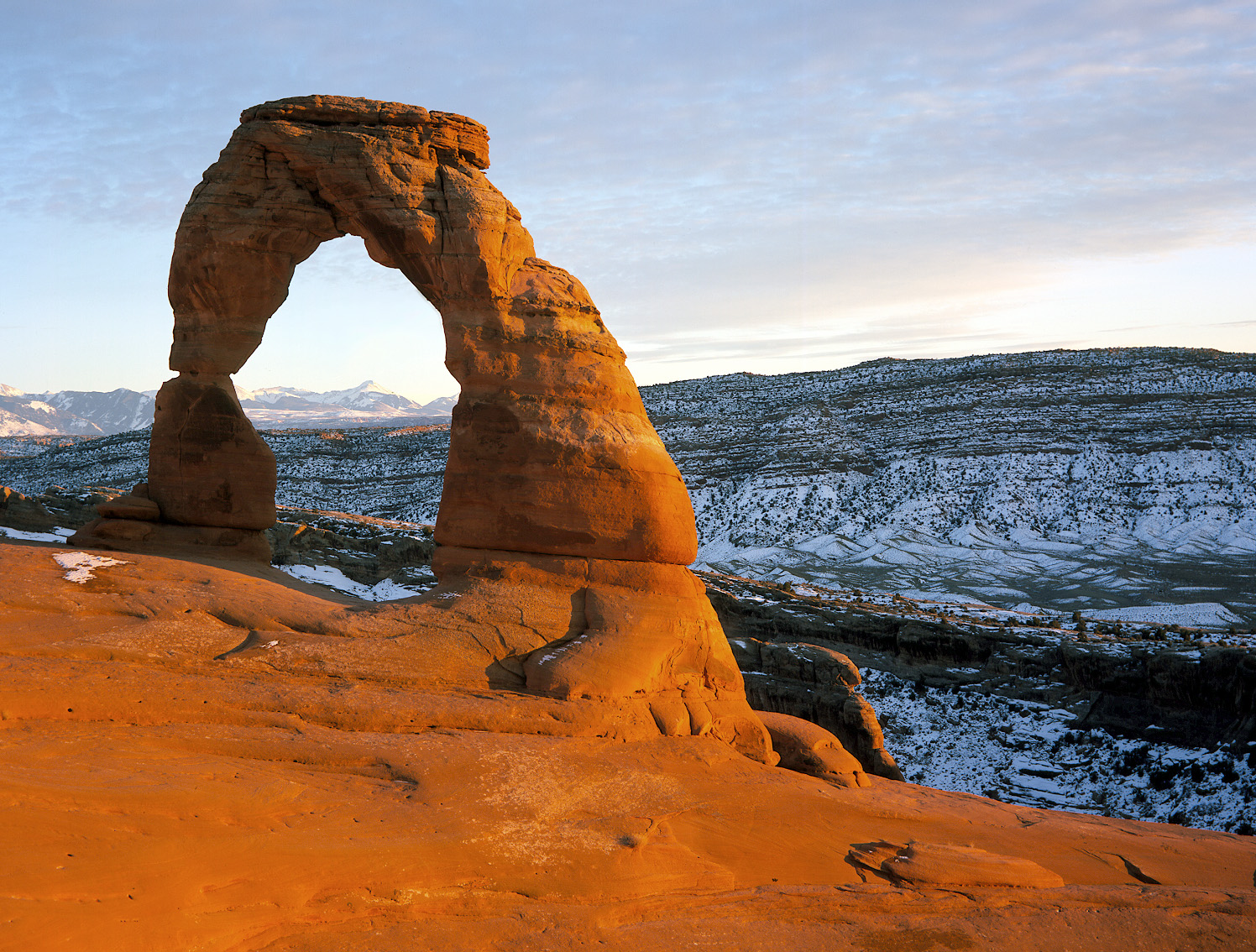
«Изящная арка» — самая известная арка парка

В парке находится более 2000 природных арок, образованных из песчаника, включая имеющую мировую известность «Изящную арку» (англ. Delicate Arch), а также другие разнообразные геологические формации.
Парк расположен вблизи города Моаб и имеет площадь 309 км². Наивысшая точка парка — 1723 м, низшая — 1245. С 1970 года 42 арки разрушились в результате эрозии. В среднем в парке ежегодно выпадает около 250 мм осадков.
На территории национального парка обитает множество диких животных: пума, чернохвостый олень, кенгуровые прыгуны, лисица, лопатоноги, зелёный гремучник, ошейниковая пустынная игуана, кустарниковые сойки, сапсан и др.